# Albert Beckaert
Albert Beckaert (Moorsele, 10 de junio de 1910 - Kortrijk, 29 de mayo de 1980) fue un ciclista belga. Profesional, de 1932 a 1939, que durante su carrera aconseguió 10 victorias, destacando una Lieja-Bastogne-Lieja y una París-Bruselas.

## Palmarés
1936
- Lieja-Bastogne-Lieja
- 1 etapa del Tour de l'Ouest

1937
- París-Bruselas
- París-Rennes
- 1 etapa de la París-Niza

## Resultados en las grandes vueltas
| Carrera         | 1933 | 1934 | 1935 | 1936 | 1937 | 1938 | 1939 |
| --------------- | ---- | ---- | ---- | ---- | ---- | ---- | ---- |
| Giro de Italia  | -    | -    | -    | -    | -    | -    | 43.º |
| Tour de Francia | -    | -    | -    | -    | -    | -    | -    |
| Vuelta a España | -    | -    | -    | -    | -    | -    | -    |
| Mundial en Ruta | -    | -    | -    | -    | -    | -    | -    |

-: no participó

Ab.: abandonó